# Andy Buchanan
Andy Buchanan es un deportista australiano que compitió en judo. Ganó tres medallas en el Campeonato de Oceanía de Judo en los años 1970 y 1975.

## Palmarés internacional
| Campeonato de Oceanía | Campeonato de Oceanía        | Campeonato de Oceanía | Campeonato de Oceanía |
| Año                   | Lugar                        | Medalla               | Categoría             |
| --------------------- | ---------------------------- | --------------------- | --------------------- |
| 1970                  | Numea (Francia)              | Medalla de oro        | Abierta               |
| 1970                  | Numea (Francia)              | Medalla de plata      | –93 kg                |
| 1975                  | Christchurch (Nueva Zelanda) | Medalla de plata      | –80 kg                |